# 치경구개 흡착음
치경구개 흡착음(齒莖口蓋 吸着音, Tenuis palatal click)은 입천장으로 내는 흡착음이다. 